# Un féminisme décolonial
 (février 2024).
Un féminisme décolonial est un essai de Françoise Vergès, politologue et féministe décoloniale française, paru le 15 février 2019 à La Fabrique éditions. Il constitue une production théorique majeure du féminisme antiraciste en France.

## Résumé
Dans un contexte où la pensée décoloniale fait débat, Françoise Vergès revient sur ce sujet en mettant l'accent spécifiquement sur la question féministe.  
Le féminisme décolonial se distingue du féminisme dominant, qui est le féminisme « blanc » des femmes occidentales ; il se situe, pour sa part, du côté ici des femmes racisées, des travailleuses souvent employées dans les industries du nettoyage. Ce féminisme décolonial est critique à l'égard du capitalisme qu'il considère comme foncièrement racial et patriarcal.  
L'autrice propose un autre récit du féminisme, et soulève de nouvelles questions comme celle de l'alliance possible des femmes racisées avec les hommes racisés, ou de l'alliance des femmes racisées avec les femmes blanches. Elle cherche à identifier les premières victimes du «capitalisme racial».  
Le livre a vocation à recréer un imaginaire capable de porter une transformation radicale de la société, et de renouer ainsi avec la puissance utopique du féminisme.

## Chapitres
- Invisibles, elles « ouvrent la ville » - page 7

Dans l'introduction du livre, l'autrice revient sur la grève qu'ont menée en 2017 des femmes racisées à la Gare du Nord contre leur employeur, une société de nettoyage sous-traitante pour la SNCF. Elle évoque le travail que mènent ces femmes qui nettoient le monde avant son ouverture, « ce travail indispensable au fonctionnement de toute société, et qui doit rester invisible ». Elle met en opposition cette grève avec la tribune de femmes bourgeoises défendant « la liberté d'importuner  » qui a alors les honneurs de la presse et  qui accuse les féministes de haïr les hommes,  et d'avoir fomenté une « campagne de délations », de « justice expéditive » à l'occasion de la campagne #metoo,.
- I. Définir un camp : le féminisme décolonial - page 11

Dans cette première partie et comme l'indique son nom, Françoise Vergès définit son camp, celui d'un féminisme décolonial « ayant pour objectif la destruction du racisme, du capitalisme et de l'impérialisme ». Elle revient sur des questions telles que l''époque coloniale, l'esclavage ou encore les mouvements féministes du sud global. 
- II. L'évolution vers un féminisme civilisationnel du XXIe siècle - page 67

Dans cette seconde partie l'autrice développe la thèse selon laquelle le féminisme européen, solidaire en cela de l'idéologie coloniale, s'est assigné une mission civilisatrice envers les femmes du sud. Ce féminisme blanc se pose comme l'avant-garde du féminisme et se considère comme un de ses garants. Le capitalisme, le libéralisme et le racisme auraient épousé cette perspective, ce qui peut expliquer la place des femmes racisées dans le système économique, une place de travailleuses invisibles, usées et précaires.
La troisième partie explore les pistes pour répondre au problème donné dans l'introduction.

## Réception et critique
Françoise Vergès a été invitée dans différentes émissions telles qu'à France Culture pour parler de son livre ainsi qu'un débat sur Médiapart face à Martine Storti auteure de « Pour un féminisme universel ». 
Ce livre est plutôt bien reçu dans les milieux féministes de gauche, Françoise Vergès sera par exemple invitée à l'université d'été de Révolution Permanente.